# Shop Street
Shop Street è la strada principale di Galway ed è pedonale.
Come è suggerito dal nome, è stata tra le prime vie della città a essere dedicata al commercio al dettaglio con negozi e pub. Shop Street è anche la maggiore strada di Galway per le vendite al dettaglio.
Sulla strada è collocato anche l'edificio storico maggiormente conservato della città: il Lynch's Castle, ora adibito a filiale della Allied Irish Banks.